# Cyrtandra wollastonii
Cyrtandra wollastonii är en tvåhjärtbladig växtart som beskrevs av Spencer Le Marchant Moore. Cyrtandra wollastonii ingår i släktet Cyrtandra och familjen Gesneriaceae. Inga underarter finns listade i Catalogue of Life.